# Празький мир (1635)
Празький мир —  угода між імператором Фердинандом II Габсбургом і протестантськими князями Священної Римської імперії, підписана 30 травня 1635 року. За умовами Празького миру передбачалося анулювання Едикту про Реституцію і повернення до Аугсбургзького миру. Окрім того, було домовлено про об'єднання армії імператора і армій німецьких князів в армію Священної Римської Імперії. Накладалась заборона на утворення коаліцій між князями і був легалізований кальвінізм. Принцип cuius regio, eius religio (чия влада, того і віра) був назавжди встановлений в межах Імперії. В обмін на релігійні поступки, Фердинанд отримав альянс лютеранських принців як допомогу в боротьбі проти шведського втручання, так і проти очікуваного втручання Франції. Фактично Празький мир завершив громадянську і релігійну війну в рамках Священної Римської Імперії, далі Тридцятирічна війна продовжувалась як боротьба проти домінування Габсбурґів у Європі.

## Історія питання
Тридцятирічна війна розпочалася у 1618 році, коли Фрідріх, протестантський правитель Пфальцу, прийняв корону Богемії. Багато німців залишалися нейтральними і розглядали це як суперечку за спадщину. За підтримки Баварії імператор Фердинанд швидко придушив богемське повстання. Війська під командуванням Максиміліана І, курфюрста Баварії, вторглися в Пфальц у 1622 році і відправили Фрідріха у вигнання. Однак позбавлення спадкового принца його земель змінило як характер, так і масштаби війни. 
Крістіан IV Данський вторгся в Північну Німеччину на підтримку своїх побратимів-протестантів, поки не зазнав поразки і не був змушений відступити в 1629 році. Успіх змусив Фердинанда прийняти Указ про реституцію, який вимагав, щоб будь-яке майно, передане з 1552 р. Було повернуто первісному власнику, який майже в кожному випадку був Католицька церква. Фактично скасувавши Аугсбурзький мир 1555 року, указ змусив поміркованих протестантів, таких як Іоанн Георг Саксонський та Георг Вільгельм Бранденбурзький, перейти в опозицію, яка посилилася після 1627 року, коли на їхніх землях базувалася велика імперська армія, чиї рідко оплачувані війська просто брали те, що хотіли.
Конфлікти в Європі 17 століття часто залучали іноземних учасників через суперництво між французькими королями Бурбонами та їхніми суперниками Габсбургами в Іспанії та Священна Римська імперія.  Габсбурзькі території в Іспанських Нідерландах, Франш-Конте і Піренеях блокували експансію Франції і робили її вразливою для вторгнень. Як наслідок, католицькі Бурбони підтримували своїх супротивників Габсбургів, незалежно від віросповідання, включаючи османів, голландців та данців-норвежців.
У 1630 році Густав Адольф Шведський вторгся до Померанії на гроші Франції та за підтримки Саксонії та Бранденбург-Пруссії. Після його загибелі в битві під Лютценом (1632) Швеція утворила Гейльброннську лігу. Складена з менших протестантських держав і фінансована Францією, Ліга здобула низку перемог, поки не зазнала поразки при Ньордлінгені в 1634 р.
Це відновило військовий баланс і підкреслило відмінності між членами Гейльброннської ліги. Швеція прагнула зберегти свій контроль над прибутковою балтійською торгівлею і утримати своє придбання після 1630 року — Шведську Померанію. Для зміцнення своїх кордонів у Рейнській області та Нижніх Нідерландах Франція підтримувала голландських і шведських конкурентів на Балтиці та Максиміліана Баварського, лідера антишведської католицької ліги. Німецькі союзники хотіли відновити територіальне становище 1618 року, що означало скасування французьких і шведських завоювань.
Після 1632 року Фердинанд прийняв католицизм, який не міг бути повторно нав'язаний силою, і відкрив дискусії про внесення змін до Указу про реституцію в лютому 1633 року, за вісімнадцять місяців до Ньордлінгену. Страта імперського командувача Альбрехта фон Валленштейна в лютому 1634 року усунула головну перешкоду, оскільки він став незалежним агентом. З лютеранськими державами Данія-Норвегія та Гессен-Дармштадт, які виступали в ролі посередників, обидві сторони погодили попередній проект у листопаді 1634 року, відомий як Пірнаер Нотельн. Хоча і з багатьма виправленнями та змінами, він був покладений в основу угоди 1635 року.